# Ишимова, Александра Осиповна
Алекса́ндра О́сиповна Иши́мова (1804—1881) — русская детская писательница, переводчица, издатель детских журналов.

## Биография
Родилась 25 декабря 1804 в Костроме в семье Осипа (Иосифа) Филипповича Ишимова. Её отец, уроженец Вятки, до женитьбы служил при канцелярии генерал-губернатора Вятской и Казанской губерний князя Мещерского. За свой беспокойный нрав и правдоискательство он был сослан в Тобольск, где вскоре поступил на службу в чине коллежского асессора в приказ общественного призрения, был директором Тобольского главного народного училища. В Тобольске Ишимов женился на дочери председателя гражданской палаты. Вскоре молодая семья перебралась в Кострому, а в 1805 году отец в чине надворного советника был переведён в Санкт-Петербург.
Образование получила в пансионах для девочек и дома, занимаясь самообразованием, выказывая особые таланты в изучении иностранных языков. В 1818 году Александра окончила пансион и готовилась поступать в Екатерининский институт, но после неудачного ведения судебного дела против одного из родственников Аракчеева её отец был выслан из Петербурга в Вологду, а затем в Усть-Сысольск и Никольск. Семья на годы осталась без средств к существованию. В 1825 году О. Ф. Ишимова переводят в г. Кемь Архангельской губернии, планируется его высылка в Соловецкий монастырь.
В 1825 году А. О. Ишимова приезжает в Санкт-Петербург, получает у царя аудиенцию и добивается высочайшего прощения для отца. Она открывает частную школу, занимается литературными переводами. Её литературный дебют — перевод книги французского писателя-моралиста Ф. К. Ж. Дроза «Искусство быть счастливым») (1831 год). В это время она завязывает знакомство с Вяземским, Жуковским, Пушкиным и другими писателями.
С августа 1834 года А. О. Ишимова работает над «Историей России в рассказах для детей» — главной книгой писательницы, принесшей ей всероссийскую славу. После выхода одного из детских переводов, она получила совет написать историю России для детей, «наподобие того, как Вальтер Скотт рассказал историю Англии английским детям». Предварительно Ишимова изучила все доступные к тому времени источники по русской истории и, прежде всего, «Историю государства Российского» Н. М. Карамзина. Первые рассказы писательницы были восторженно встречены как ведущими русскими литераторами, так и юными читателями.

… рассказ г-жи Ишимовой до того картинен, жив, увлекателен, язык так прекрасен, что чтение её истории есть истинное наслаждение — не для детей, которым чтение истории, какой бы то ни было, совершенно бесполезно, потому что для них в ней нет ничего интересного и доступного, — а для молодых, взрослых и даже старых людей.
…«История» г-жи Ишимовой — важное приобретение для русской литературы: так богато сочинение её другими достоинствами, между которыми первое место занимает превосходный рассказ и прекрасный язык, обличающие руку твердую, опытность литературную, основательное изучение предмета, неутомимое трудолюбие— В. Г. Белинский 
.
В книге нашли отражение все важнейшие события русской истории с древнейших времен до начала царствования Николая I. Первое издание книги выпущено Петербургской Академией наук в шести частях в 1837—1840 годах, его тираж составил 1200 экземпляров. Первая часть книги вышла незадолго до смерти А. С. Пушкина.
Ишимова — последний корреспондент Пушкина: он написал ей письмо о её исторических рассказах и отправил книгу для перевода в день дуэли с Дантесом 27 января 1837 года.

Милостивая государыня Александра Осиповна. Крайне жалею, что мне невозможно будет сегодня явиться на Ваше приглашение… Сегодня я нечаянно открыл Вашу Историю в рассказах и поневоле зачитался. Вот как надобно писать! С глубочайшим почтением и совершенной преданностью честь имею быть, милостивая государыня, Вашим покорным слугою, 27 января 1837. — А. С. Пушкин 
Второе издание вышло в 1841 году. Оно также получило высокую оценку современников и в том же году было удостоено Демидовской премии:
А. О. Ишимова издавала два ежемесячных детских журнала: «Звёздочка» (1842—1863) и «Лучи» (первый журнал «для девиц») (1850—1860). Журнал «Звездочка» был безгонорарным. Для его выпуска Ишимова заручилась гарантированным финансированием со стороны императорской семьи. Позже аналогичным образом финансировался и журнал «Лучи».
Контент обоих изданий был адресован воспитанницам казённых и частных женских учебных заведений, соответственно, формировался на основе сочетания принципов развлекательности, информирования и дидактики. При этом журнал «Лучи» был адресован старшей возрастной группе, «Звездочка» — младшей, поэтому в подборе материалов учитывались запросы не только детей, но и родителей и воспитателей. Автор ряда оригинальных рассказов для детей: больше всего были известны «Рассказы старушки» (СПб., 1839); «Священная история в разговорах для маленьких детей», выдержавшая 6 изданий, начиная с 1841; «Колокольчик», книга для чтения в приютах (СПб., 1849); «Первое чтение и первые уроки для детей» (СПб., 1856—1860; два изд.); «Рассказы из Священной истории для крестьянских детей» (СПб., 1878). А. О. Ишимова много переводила с французского и английского языков: в частности, именно ей принадлежат первые переводы на русский язык приключенческих романов Фенимора Купера.
В браке не состояла. Детей нет.
Была похоронена в Александро-Невской лавре на Никольском кладбище; могила не сохранилась.

## Произведения
- 1-е издание: История России в рассказах для детей. — Санкт-Петербург. 1837. В тип. Имп. Росс. Академии. В 4-х частях. В I — 269, во II — 314, в III — 308, —IV — 436 стр.
  - 1-е издание: История России в рассказах для детей. — Санкт-Петербург. 1839. В тип. Имп. Росс. Академии. В V — 454 стр.
  - 1-е издание: История России в рассказах для детей. — Санкт-Петербург. 1840. В тип. Е. Фишера. В VI — 447 стр.
- 2-е издание: История России в рассказах для детей. — Санкт-Петербург. 1841. В тип. Е. Фишера. В 8-ю д. л. В трех частях. В I — 377, во II — 366, в III — 426 стр.

## Адреса в Санкт-Петербурге
- Фурштатская улица
- Коломенская улица